# Karonga (distrikt)
Karonga är ett av Malawis 28 distrikt och ligger i Northern Region. Huvudort är Karonga.